# キト天文台
キト天文台（スペイン語: Observatorio Astronómico de Quito – OAQ、英: Quito Astronomical Observatory）はキトにあるエクアドル国立工科大学EPN所属の研究所。主な研究領域は天文学および大気物理学である。
南アメリカ大陸にある天文台のなかで1873年開所の当台は、最古の一つに数えられる。エクアドル政府は1963年に当台の名称を国立工科大学に帰属させたため、正式名称はエクアドル国立工科大学天文台と称する。周辺はキト歴史地区に指定され、赤道から南へ12分に位置する。

## 沿革

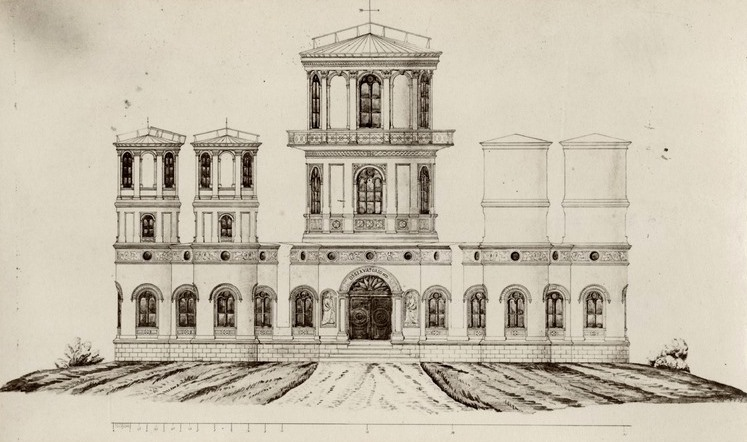
建築図面（Ludwig Dressel 作、1873年）

創設は1873年、初代の台長はフアン・バティスタ・メンテン（Juan Bautista Menten）といい、ボンの天文台（ドイツ）を手本にして設計と建設を指揮した。施設は1878年に完成、19世紀科学界で最も重要な観測機器（英語）を収蔵し屈折望遠鏡と子午環はそれぞれ1基ある（どちらもRepsold 製）。中でも1875年ミュンヘン製（ドイツ）のメルツ赤道望遠鏡が最も貴重で、赤道儀式架台に搭載してある（口径24 cm）。
エクアドルは地理的位置のおかげで、太陽の物理現象を観察できる期間に恵まれている。太陽と地球の相関関係を究めようとする学術分野では、年間を通じてデータを収集できるとして戦略的な特区と位置付けている。
当台は全面的に大規模改修を行い、2009年に再開した。

## 天文学博物館
当天文台付属の博物館はラアラメダ公園にあり、天文学の歴史上、天体観察者や天文学者が使ったさまざまな器具を展示する。ラテンアメリカ最古のひとつに数えられる当台は、エクアドルを訪れる科学者や学生、旅行者が訪れたい人気スポットでもある。修復事業を経て一般公開中。
収蔵資料には1902年から1914年にわたり当台に拠点を置いた第2期フランス科学アカデミー測地遠征の一連の機器が含まれる。 

## 研究活動と役割

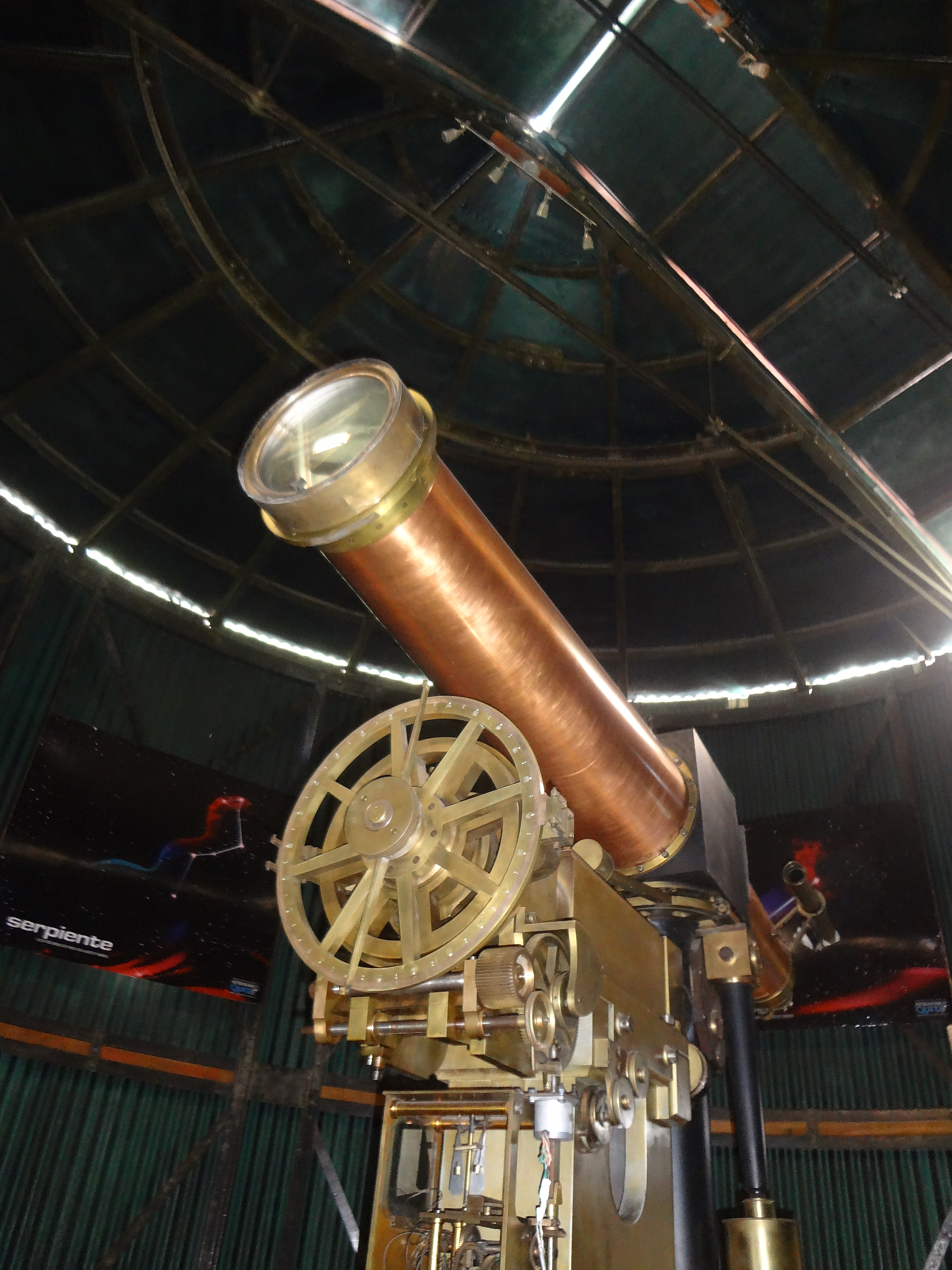
赤道儀式架台に載せた1875年式の24cm (9.4 inch) 屈折望遠鏡（実物）。製造元はドイツのゲオルク・メルツ父子社（ウィキデータ）。

当台は次の機能を果たし役割を担う。
- 天体望遠鏡を使った夜間の天体観測
- 赤道地方に関する天文情報の発信
- 天文台全域のガイドツアーを主催
- 天文学の入門講座の主催
- 天文学図書館の管理運営
- 関連施設の博物館の事業運営
- 年次報告書の出版
- 歴史的な地震計の収蔵と管理

### 関連の論文
- C. L. Vásconez, F. Valentini, E. Camporeale, P. Veltri. Vlasov simulations of kinetic Alfvén waves at proton kinetic scales. Physics of Plasmas. 21 (11), pp.112107-, 2014-11. doi:10.1063/1.4901583.（仮題＝陽子運動スケールにおける動的アルヴェーン波のヴラソフシミュレーション）被引用文献1件。
- F. Pucci, C. L. Vásconez, O. Pezzi, S. Servidio, F. Valentini, W. H. Matthaeus, F. Malara. From Alfvén waves to kinetic Alfvén waves in an inhomogeneous equilibrium structure. Journal of Geophysical Research: Space Physics. 121 (2), pp.1024-1045, 2016-02. doi:10.1002/2015ja022216, Web Site。（仮題＝不均一な平衡構造におけるアルヴェーン波から動的アルヴェーン波へ）被引用文献2件。
- V M Rivilla, I Jiménez-Serra, S Zeng, S Martín, J Martín-Pintado, J Armijos-Abendaño, S Viti, R Aladro, D Riquelme, M Requena-Torres, D Quénard, F Fontani, M T Beltrán. Phosphorus-bearing molecules in the Galactic Center. Monthly Notices of the Royal Astronomical Society: Letters. 475 (1), L30-L34, 2018-01-05. doi:10.1093/mnrasl/slx208. （仮題＝銀河中心のリン含有分子）被引用文献1件。
- S Zeng, I Jiménez-Serra, V M Rivilla, S Martín, J Martín-Pintado, M A Requena-Torres, J Armijos-Abendaño, D Riquelme, R Aladro. Complex organic molecules in the Galactic Centre: the N-bearing family. Monthly Notices of the Royal Astronomical Society. 478 (3), pp.2962-2975, 2018-05-04. doi:10.1093/mnras/sty1174. （仮題＝ 銀河中心部の複雑な有機分子：N-ベアリングファミリー）被引用文献4件。
- V M Rivilla, J Martín-Pintado, I Jiménez-Serra, S Zeng, S Martín, J Armijos-Abendaño, M A Requena-Torres, R Aladro, D Riquelme . Abundant Z-cyanomethanimine in the interstellar medium: paving the way to the synthesis of adenine. Monthly Notices of the Royal Astronomical Society: Letters. 483 (1), L114-L119, 2018-12-04. doi:10.1093/mnrasl/sly228. （仮題＝ 星間物質に豊富に存在するZ-シアノメタンイミン：アデニン合成への道を開く）被引用文献1件。
- J Armijos-Abendaño, W E Banda-Barragán, J Martín-Pintado, H Dénes, C Federrath, M A Requena-Torres . Structure and kinematics of shocked gas in Sgr B2: further evidence of a cloud–cloud collision from SiO emission maps. Monthly Notices of the Royal Astronomical Society. 499 (4), pp. 4918-4939, 2020-10-09. doi:10.1093/mnras/staa3119 （仮題＝ Sgr B2※の衝撃を受けたガスの構造と運動学: SiO 放出マップからの星雲–星雲衝突のさらなる証拠）被引用文献1件。※＝大質量星形成領域

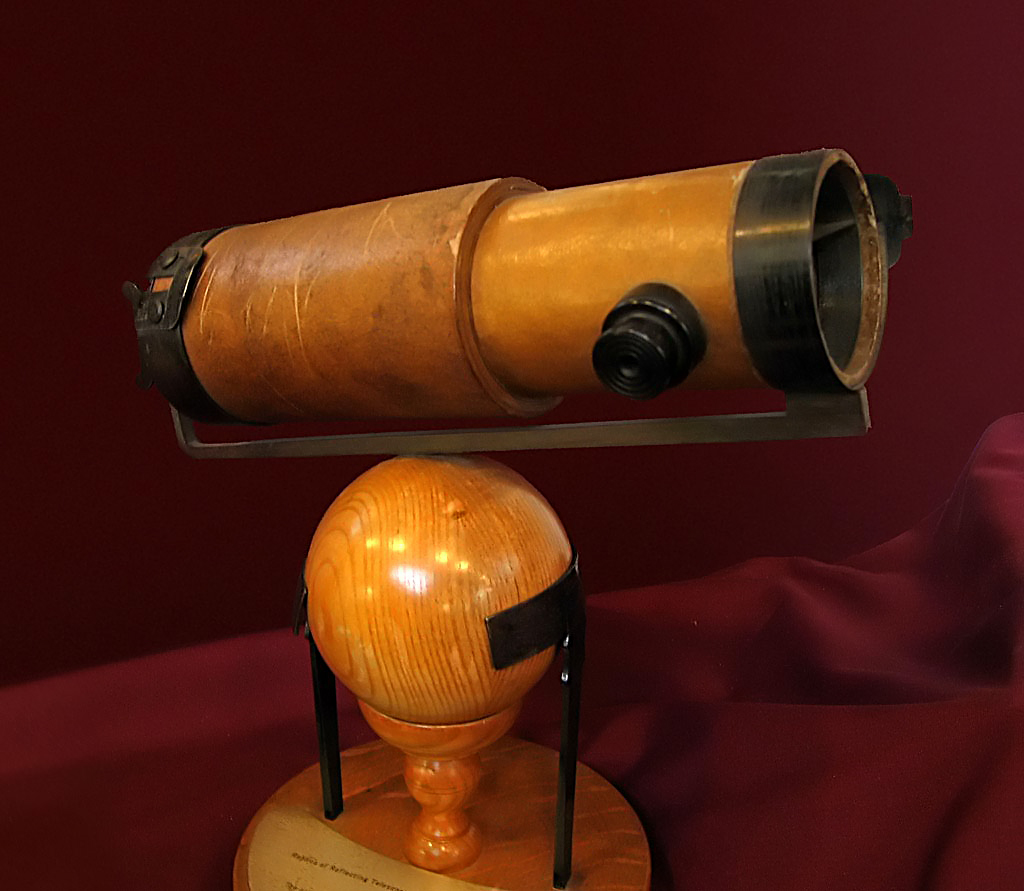
アイザック・ニュートンが開発した第2代反射型天体望遠鏡 （レプリカ）。1672年に王立協会で発表したものを複製した。